# Diócesis de Como
La diócesis de Como (en latín: Dioecesis Comensis o Novocomensis y en italiano: Diocesi di Como) es una circunscripción eclesiástica de la Iglesia católica en Italia. Se trata de una diócesis latina, sufragánea de la arquidiócesis de Milán. Desde el 4 de octubre de 2016 su obispo es el cardenal Oscar Cantoni.

## Territorio y organización

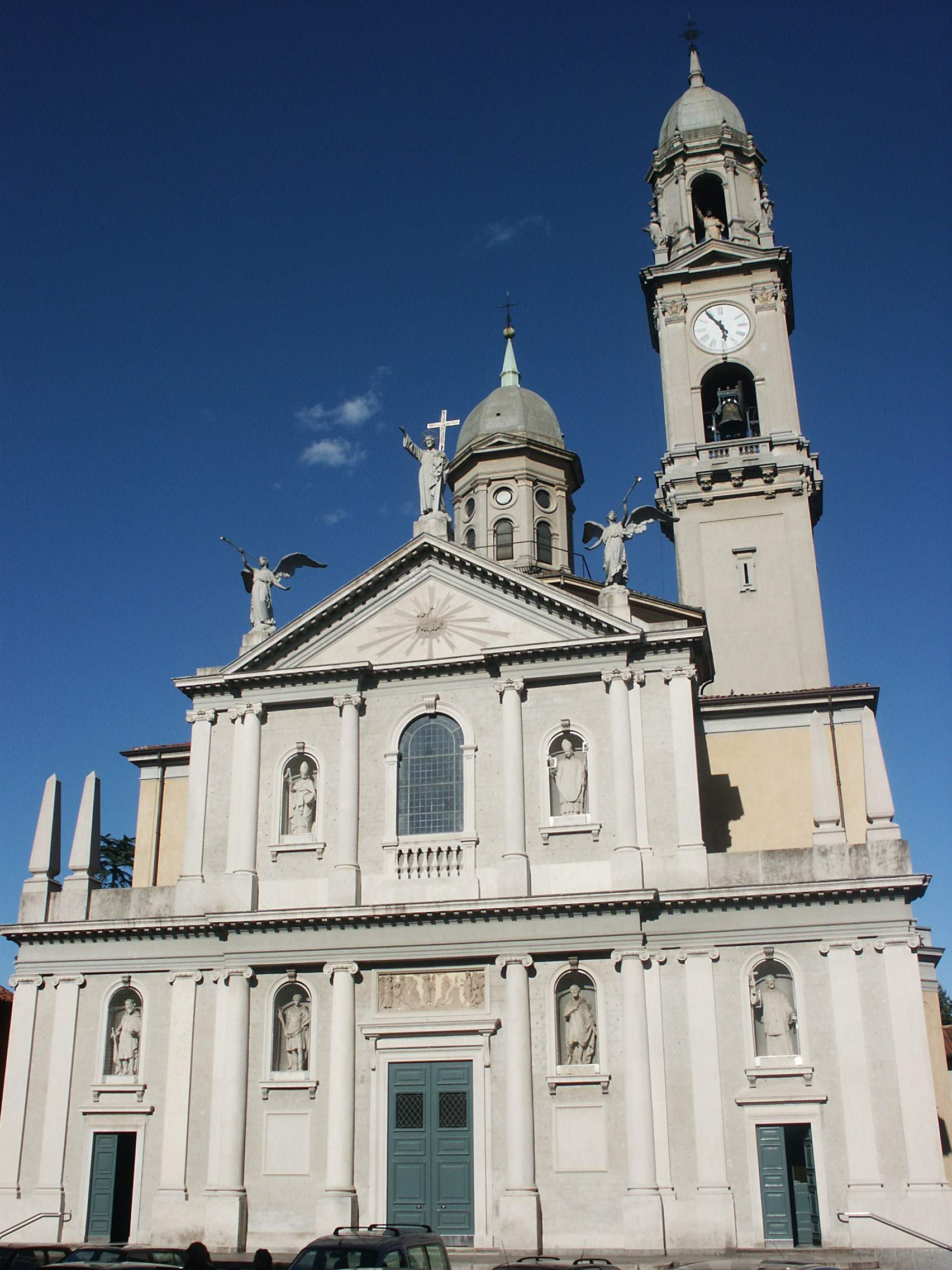
Iglesia de los Santos Vito y Modesto, en Lomazzo

La diócesis tiene 4214 km² y extiende su jurisdicción sobre los fieles católicos de rito latino residentes en parte de la región de Lombardía, comprendiendo:
- la provincia de Sondrio;
- en la provincia de Como las comunas de: Albiolo, Alta Valle Intelvi (creada en 2017 por fusión de Lanzo d'Intelvi, Pellio Intelvi y Ramponio Verna), Argegno, Bellagio, Bene Lario, Bizzarone, Blessagno, Blevio, Bregnano, Brienno, Brunate, Cadorago, Capiago Intimiano, Carate Urio, Casnate con Bernate, Cassina Rizzardi, Centro Valle Intelvi (creada en 2018 por fusión de Casasco d'Intelvi, Castiglione d'Intelvi y San Fedele Intelvi), Cerano d'Intelvi, Cermenate, Cernobbio, Colonno, Colverde, Como, Cremia, Dizzasco, Domaso, Dongo, Dosso del Liro, Faggeto Lario, Faloppio, Fino Mornasco, Garzeno, Gera Lario, Grandate, Grandola ed Uniti, Gravedona ed Uniti, Griante, Laglio, Laino, Lezzeno, Lipomo, Livo, Lomazzo, Luisago, Maslianico, Menaggio, Moltrasio, Montano Lucino, Montemezzo, Montorfano, Musso, Nesso, Olgiate Comasco, Peglio, Pianello del Lario, Pigra, Plesio, Pognana Lario, Ponna, Rodero, Rovellasca, Sala Comacina, San Fermo della Battaglia, San Siro, Schignano, Solbiate con Cagno, Sorico, Stazzona, Tavernerio, Torno, Tremezzina, Trezzone, Uggiate con Ronago (creada en 2023 por fusión de Ronago y Uggiate-Trevano), Valmorea, Veleso, Vercana, Vertemate con Minoprio, Villa Guardia, Zelbio, Capiago Intimiano (en parte) y Bellagio (en parte);
- en la provincia de Lecco las comunas de: Cólico, Lierna, Mandello del Lario, Abbadia Lariana y parte de Oliveto Lario;
- en la provincia de Varese las comunas de: Cittiglio, Brenta, Gemonio, Casalzuigno, Azzio, Caravate, Cuveglio, Cuvio, Orino, Duno, Rancio Valcuvia, Cassano Valcuvia, Bedero Valcuvia, Masciago Primo, Cadegliano-Viconago, Marchirolo, Marzio, Cremenaga, Lavena Ponte Tresa y Cugliate-Fabiasco.

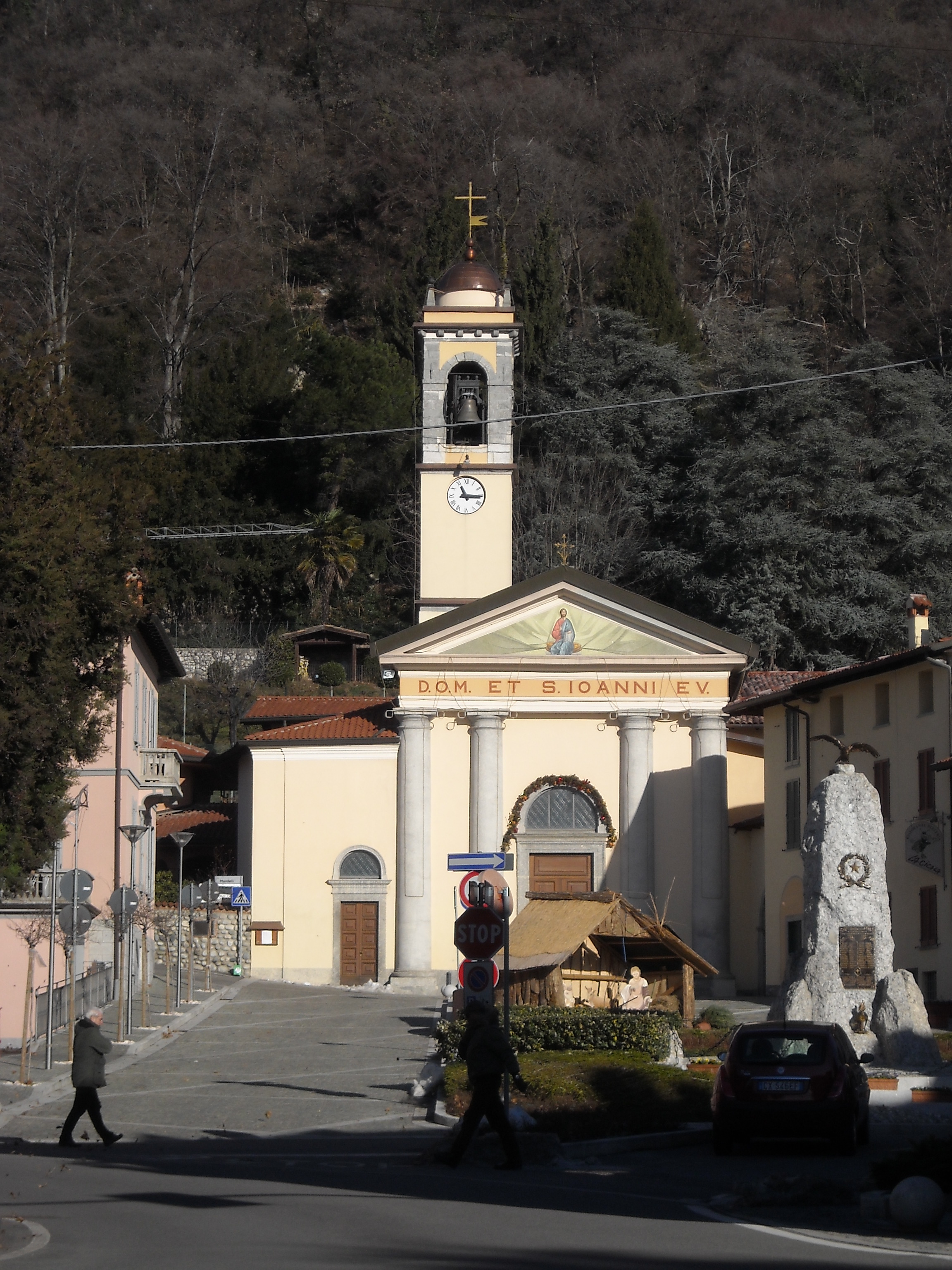
Iglesia de San Juan Evangelista, en Montorfano

La sede de la diócesis se encuentra en la ciudad de Como, en donde se halla la Catedral de Santa María Asunta.
En 2021 en la diócesis existían 338 parroquias agrupadas en 29 vicariatos.

## Historia
La leyenda local atribuye la conversión de Como al apostolado de Hermágoras de Aquilea (muerto c. 70).
Fue Ambrosio, obispo de Milán del 374 al 397, quien consagró a Félix como primer obispo de Como el 1 de noviembre del 386. Se supone, considerando la relación epistolar entre ambos, que lo envió a evangelizar el vasto territorio del municipium de Como y sólo en este sentido se puede afirmar que la milanesa es la "Iglesia madre" de la Iglesia de Como, ya que para el resto, es decir, liturgia, organización comunitaria y relaciones de dependencia, no se dispone de otra información. La primera documentación de una autoridad metropolitana a la que se refirió la Iglesia de Como se remonta a la época del cisma tricapitolino, cuando Como reconoció claramente su dependencia de Aquilea. Previamente en general se supone sufragánea de Milán.
La misión de Félix siguió a la confiada, a finales del siglo III por el predecesor de Ambrosio, Materno, a Fedele. Debió lograr cierto éxito hasta tal punto que, hacia el año 303, cuando algunos supervivientes de la aniquilación de la Legión tebana llegaron a Milán, Fedele los hizo huir con él a Como. Allí Alejandro fue arrestado, mientras que Carpóforo, Casio, Essanto, Severo, Segundo y Licinio fueron martirizados, seguidos de cerca por el propio Fedele. Los cuerpos de los mártires fueron recuperados por el protoobispo Félix, quien los colocó en la primera iglesia cristiana de Como, creada en un templo dedicado a Mercurio.
La confianza de Fedele, sin embargo, parece atestiguar la presencia de una comunidad local ya en la época de las persecuciones de Diocleciano y Maximiano, en el período 303-305. La presión represiva, en cambio, habría acabado unos años más tarde, en el 313, con el Edicto de Milán. Pero debió ser una mera comunidad de creyentes, incluso sin diáconos, como parecen sugerir las consideraciones de Ambrosio en las dos cartas a Félix que se conservan, relativas a las dificultades encontradas por el primer obispo de Como para celebrar adecuadamente la misa.
En 554 muchos obispos occidentales, incluidos los de Milán y Aquilea, no aceptaron las conclusiones del Concilio de Constantinopla II, en el que el papa Vigilio se vio obligado, por la fuerza, a firmar la condena de algunos escritos de tres autores que habían desempeñado un papel activo en el Concilio de Calcedonia, llamado los "Tres Capítulos". Implícitamente, con este movimiento, el emperador Justiniano I quería congraciarse con los monofisitas, ya condenados en Calcedonia. En este punto tomó forma el llamado cisma tricapitolino: como los obispos occidentales no querían negar Calcedonia, rechazaron la condena de los Tres Capítulos. A causa de esta lealtad, en las Iglesias locales cismáticas (en Grado, perteneciente al patriarcado de Aquilea, pero también en la diócesis de Como), algunos lugares de culto fueron dedicados a santa Eufemia, patrona de Calcedonia.
Ante el avance lombardo, en 569 el obispo de Milán Honorato se refugió en Génova, ciudad que permaneció bizantina, colocándose bajo la protección del exarca. La condición para obtener la protección de los bizantinos era claramente abandonar el cisma de los Tres Capítulos y volver a la plena comunión con el papa de Roma y el emperador. Fue entonces el obispo ambrosiano Lorenzo II quien firmó una profesión formal de fe que devolvió a la Iglesia oficial milanesa a la obediencia romana hacia el año 570. Sin embargo, entre 606 y 608, Como, una sede sufragánea de Milán, mantuvo su posición de rechazo a la condena de los Tres Capítulos. Así, después de un largo período de sede vacante, mientras los lombardos consolidaban sus conquistas inicialmente precarias en la zona de Como, el clero y el pueblo de Como pidieron a la lejana Aquilea la ordenación de un nuevo obispo. El patriarca de Aquilea envió a Agripino a Como, lo que dio lugar a un distanciamiento de Milán que duró hasta la época moderna. Por lo tanto pasó a formar parte de la provincia eclesiástica de Aquilea, de la que adoptó el rito particular conocido como rito patriarquino (o rito aquileano), que permaneció vigente hasta 1598 cuando, no sin dificultades, el papa Clemente VIII impuso el rito romano. Tras su muerte, Agripino fue considerado santo y como tal todavía la diócesis de Como lo venera así a pesar de haber sido cismático, mientras que sus restos se conservan en la iglesia parroquial de Delebio. El cisma de Como fue reconciliado en 698, gracias a la intervención del rey lombardo Cuniberto. El papa Esteban V (885-891) ordenó dos veces al patriarca Valperto de Aquilea consagrar a Liutardo, el obispo-electo de Como.
Durante la Edad Media los obispos de Como mantuvieron relaciones con reyes y emperadores, quienes les concedieron numerosos privilegios y obsequios (especialmente en Valtellina y en el actual cantón del Tesino), entre ellos el título de conde. Los obispos de Como también gobernaban civilmente la mayor parte del territorio diocesano como señores feudales (obispo-conde) del emperador. La diócesis se convirtió en heredera y fundamento de la identidad de Como también en el plano civil: en comparación con el territorio municipal imperial romano, la diócesis sólo perdió zonas marginales debido a los enfrentamientos armados con las diócesis vecinas, la de Coira al norte y sobre todo con la arquidiócesis de Milán al sur, que en una serie de guerras se apoderó principalmente de Lecco hasta la firma de la Paz de Lomazzo que definió las fronteras entre las diócesis.
La diócesis siguió siendo sufragánea del patriarcado de Aquilea hasta su supresión por el papa Benedicto XIV en 1751, luego pasó bajo la jurisdicción de Gorizia (erigida el 18 de abril de 1752) y, finalmente, en 1789 fue colocada en la provincia eclesiástica de Milán por el papa Pío VI.
Hasta el convenio del 1 de septiembre de 1884, entre la Santa Sede y la Confederación Suiza, gran parte del actual cantón del Tesino pertenecía a la diócesis de Como. Sin embargo, también allí algunos distritos, por ejemplo los tres valles superiores de Blenio, Riviera y Leventina, pertenecían a la arquidiócesis de Milán y todavía siguen el rito ambrosiano. Finalmente, 1870, las comunas de Poschiavo y Brusio en los Grisones italianos fueron separados de la diócesis de Como e incorporados a la de Coira, tras el acuerdo entre Suiza y la Santa Sede del 23 de octubre de 1869, que entró en vigor el 29 de agosto de 1870.
Durante la Unificación italiana, el gobierno italiano impidió al obispo Luigi Nicora tomar posesión de la diócesis, al no concederle el exequatur.
Luego de la independencia del cantón del Tesino en 1803, un convenio del 1 de septiembre de 1884 entre la Santa Sede y la Confederación Suiza dispuso el establecimiento de una administración apostólica (hoy diócesis de Lugano), separando las parroquias que la diócesis de Como tenía en el territorio del cantón suizo.
En 1974 el cardenal Giovanni Colombo, arzobispo de Milán, y el obispo de Como, Felice Bonomini, llegaron a un acuerdo sobre la redefinición de las fronteras eclesiásticas entre sus circunscripciones. Por este acuerdo se produjeron las siguientes transferencias de parroquias:
- la de Santos Vito y Modesto (en Lomazzo) fue cedida a la diócesis de Como mediante el decreto Quo aptius de la Congregación para los Obispos del 3 de enero de 1981,[12] ejecutado por decreto del cardenal Carlo Maria Martini el 8 de marzo de 1981, pasando del rito ambrosiano al romano;
- la de los Santos Gervasio y Protaso (en Saltrio) fue cedida a la arquidiócesis de Milán y aceptada por decreto del 9 de septiembre de 1982 del cardenal Martini], pasando al rito ambrosiano.[13][14]
- la de San Juan Evangelista (en Montorfano) fue cedida a la diócesis de Como mediante el decreto Quo facilius de la Congregación para los Obispos;[15] del 15 de septiembre de 1982, ejecutado el 15 de octubre de 1982,[16] pasando del rito ambrosiano al romano.[17]

### Catedral y capítulo
La Catedral de Santa Maria Asunta fue empezada en 1396, y se completó en 1595; más tarde la cúpula y algunas pequeñas capillas fueron añadidas (1730-1744). La catedral obtuvo el título honorario y privilegios de basílica menor por el papa Pío XII, por petición del obispo Felix Bonomini, en un decreto de 18 de enero de 1951.
En 1695 el capítulo de la catedral estuvo compuesto de tres dignidades (el archidiácono, el arcipreste, y el preboste) y veinte canónigos. En 1764, había tres dignidades y diecisiete canónigos. En 1846 había veinte miembros del capítulo, al mando del arcipreste, el teólogo, y el penitenciario. El capítulo de la catedral actualmente (2018) consta de diez canónigos, al mando del arcipreste.
En el siglo X los obispos de Como eran también sus señores temporales. Desde la elección del obispo Raimundo en 1061, las elecciones episcopales fueron llevadas a cabo por los canónigos del capítulo de catedral y los abades de S. Carpoforo, S. Abondio, y S. Giuliano.

### Sínodos
El obispo Gianantonio Volpi (1559-1588) llevó a cabo un sínodo diocesano el 16 de marzo de 1565. Fue el primer sínodo desde la clausura del Concilio de Trento, el cual mandó regulares y frecuentes sínodos diocesanos. Celebró un segundo sínodo del 3 al 5 de septiembre de 1579. Un sínodo diocesano fue convocado por el obispo Filippo Archinti (1595-1621) en 1598; y otro sínodo del 16 al 18 de mayo de 1618.
El Quinto Sínodo Diocesano fue convocado por el obispo Lazzaro Carafino (1626-1665) del 18 al 20 de septiembre de 1633. El Sexto Sínodo Diocesano fue convocado por el obispo Ambrogio Torriano (1680-1694) del 13 al 15 de septiembre de 1672. El Séptimo Sínodo Diocesano fue celebrado del 10 al 12 de septiembre de 1682 por el cardenal Carlo Cicerón, obispo de Como.
El obispo Teodoro de Valfrè convocó un sínodo del 13 al 15 de septiembre de 1904 en la Catedral. El Noveno Sínodo Diocesano estuvo celebrado por el obispo Alessandro Macchi (1930-1947) del 8 al 10 de septiembre de 1942. El Décimo Sínodo Diocesano fue celebrado por el obispo Felice Bonomini (1948-1974) en 1953. El obispo Oscar Cantoni celebró Undécimo Sínodo Diocesano en 2020.

## Estadísticas
Según el Anuario Pontificio 2022 la diócesis tenía a fines de 2021 un total de 529 890 fieles bautizados.
| Año                                                                             | Población            | Población | Población      | Sacerdotes | Sacerdotes    | Sacerdotes    | Bautizados por sacerdote | Diáconos permanentes | Religiosos | Religiosos | Parroquias |
| Año                                                                             | Bautizados católicos | Total     | % de católicos | Total      | Clero secular | Clero regular | Bautizados por sacerdote | Diáconos permanentes | Varones    | Mujeres    | Parroquias |
| ------------------------------------------------------------------------------- | -------------------- | --------- | -------------- | ---------- | ------------- | ------------- | ------------------------ | -------------------- | ---------- | ---------- | ---------- |
| 1950                                                                            | 379 321              | 380 000   | 99.8           | 718        | 562           | 156           | 528                      |                      | 219        | 2013       | 360        |
| 1970                                                                            | 455 000              | 459 885   | 98.9           | 730        | 500           | 230           | 623                      |                      | 275        | 2285       | 374        |
| 1980                                                                            | 502 700              | 506 800   | 99.2           | 676        | 476           | 200           | 743                      |                      | 220        | 1900       | 374        |
| 1990                                                                            | 500 000              | 501 000   | 99.8           | 659        | 469           | 190           | 758                      |                      | 232        | 1524       | 341        |
| 1999                                                                            | 518 272              | 525 460   | 98.6           | 630        | 436           | 194           | 822                      | 5                    | 242        | 1268       | 341        |
| 2000                                                                            | 510 000              | 518 000   | 98.5           | 619        | 429           | 190           | 823                      | 7                    | 237        | 1251       | 341        |
| 2001                                                                            | 510 000              | 518 000   | 98.5           | 637        | 456           | 181           | 800                      | 7                    | 224        | 1037       | 341        |
| 2002                                                                            | 518 000              | 525 000   | 98.7           | 606        | 425           | 181           | 854                      | 9                    | 223        | 1010       | 341        |
| 2003                                                                            | 518 000              | 525 000   | 98.7           | 598        | 420           | 178           | 866                      | 8                    | 220        | 1000       | 341        |
| 2004                                                                            | 518 000              | 525 000   | 98.7           | 581        | 418           | 163           | 891                      | 9                    | 204        | 881        | 338        |
| 2006                                                                            | 523 000              | 533 000   | 98.1           | 593        | 417           | 176           | 881                      | 9                    | 208        | 850        | 338        |
| 2013                                                                            | 518 000              | 533 000   | 97.2           | 517        | 376           | 141           | 1001                     | 11                   | 176        | 138        | 338        |
| 2016                                                                            | 516 891              | 535 000   | 96.6           | 527        | 388           | 139           | 980                      | 12                   | 172        | 540        | 338        |
| 2019                                                                            | 536 260              | 555 190   | 96.6           | 466        | 338           | 128           | 1150                     | 13                   | 147        | 475        | 338        |
| 2021                                                                            | 529 890              | 548 600   | 96.6           | 458        | 330           | 128           | 1156                     | 13                   | 147        | 475        | 338        |
| Fuente: Catholic-Hierarchy, que a su vez toma los datos del Anuario Pontificio. |                      |           |                |            |               |               |                          |                      |            |            |            |

## Episcopologio
- San Félix † (386-391)
- San Probino † (391-420)
- San Amanzio † (420-450)
- San Abundio † (450-489)
- San Console † (489-495?)
- San Esuperanzio † (495-512?)
- San Eusebio † (512-525?)

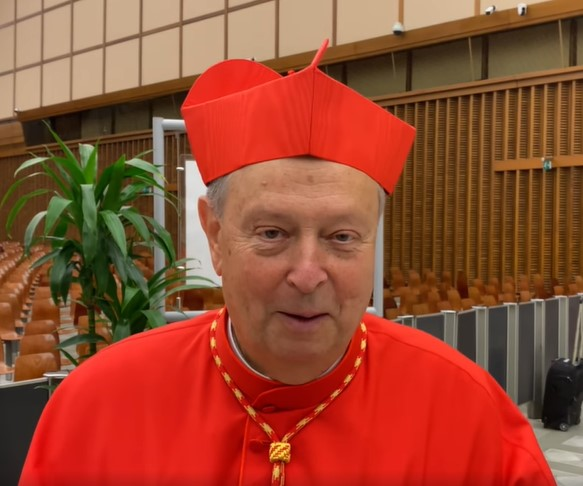
Cardenal Oscar Cantoni, obispo de Como desde el 4 de octubre de 2016

- San Eutichio † (?-5 de junio de 539 falleció)[29]
- San Eupilio † (539-?)
- San Flaviano I † (?)
- San Prospero † (?)
- Giovanni I de Orchi † (?-3 de agosto de 558 falleció)
- San Agrippino † (después de 607-después de 617) (tricapitolino)[30]
- San Rubiano † (?)
- San Adalberto † (?)
- San Martiniano † (?)
- San Vittorino † (?)
- San Giovanni II † (?)
- San Giovanni III † (?)
- San Ottaviano † (?)
- San Benedetto I † (?)
- San Flaviano II † (?-712?)
- Adeodato † (712-730?)
- Gausoaldo † (730-?)
- Angilberto I † (?-750?)
- Lupo † (750-?)
- Teodolfo † (?)
- Adelongo † (?-776?)
- Pietro I † (776-818?)
- Leone I † (823-838?)
- Perideo † (840-843)
- Amalrico † (844-865?)
- Angiberto II † (866-880?)
- Liutardo † (antes de 887-después de 905 falleció)[31]
- Valperto † (911-914)
- Valperto † (915-?)
- Pietro II † (?-921?)
- Azzone † (922-945?)
- Ubaldo † (946-967)
- Adelgisio † (970-980)
- Pietro III † (981-1004)
- Everardo † (1004-1007)
- Alberico † (1007-verano de 1028 falleció)[32]
- Litigerio † (1028-1048)
- Bennone † (circa 1049-1061 falleció)[33]
- Rainaldo † (1062-27 de enero de 1084 falleció)[34]
- Eriberto † (1085-1088)
- Artuico † (1088-1096)
- Guido Grimoldi † (1096-1125 falleció)
- Ardizzone I † (1125-1161)
- Enrico della Torre † (1162-1165)
- Giovanni IV † (1167-1168 renunció)
- Anselmo dei Raimondi o della Torre † (1168-1 de abril de 1193 falleció)
- Ardizzone II † (1193-1204 falleció)
- Beato Guglielmo Della Torre † (1204-21 de octubre de 1226 falleció)
- Uberto di Sala † (1227-1259 falleció)
- Leone degli Avvocati † (1259-1261 renunció)
- Raimondo della Torre † (1262-diciembre de 1273 nombrado patriarca de Aquilea)[35]
- Giovanni degli Avvocati † (1274-15 de febrero de 1293 falleció)
- Leone Lambertenghi, O.F.M. † (24 de abril de 1293-1325 falleció)
- Benedetto di Asinago (Asinaga) † (1 de enero de 1328-1339 falleció)
- Beltramino Parravicini † (1339-5 de septiembre de 1340 nombrado obispo de Bolonia)
- Bonifacio Quadri † (7 de noviembre de 1340-1351 falleció)
- Bernardo, O.Cist. † (1352-1356 nombrado obispo de Ferrara)
- Andrea degli Avvocati † (1356-1363 falleció)
- Stefano Gatti † (1364-1369 falleció)
- Enrico Sessa † (22 de octubre de 1369-julio o agosto de 1380 falleció)
- Beltramo da Brossano † (julio o agosto de 1380-1395 falleció)
- Luchino da Brossano (Borsano) † (19 de enero de 1396-1408 falleció)
- Guglielmo Pusterla † (1409-1416 falleció)
- Antonio Turconi, O.F.M. † (1409-1420 renunció) (antiobispo)
- Francesco Bossi † (1420-1435 falleció)
- Giovanni Barbavara † (13 de junio de 1435-6 de marzo de 1437 nombrado obispo de Tortona)
- Gerardo Landriani Capitani † (6 de marzo de 1437-9 de octubre de 1445 falleció)
- Bernardo Landriano † (18 de marzo de 1446-agosto de 1451 falleció)
- Antonio Pusterla † (16 de julio de 1451-3 de noviembre de 1457 falleció)
- Martino Pusterla † (19 de diciembre de 1457-1460 falleció)
- Lazzaro Scarampi † (20 de agosto de 1460-1466 falleció)
- Branda Castiglioni † (8 de octubre de 1466-16 de julio de 1487 falleció)
- Antonio III Trivulzio, O.C.R.S.A. † (27 de agosto de 1487-18 de marzo de 1508 falleció)
- Scaramuccia Trivulzio (o Scaramuzzo) † (14 de abril de 1508-8 de enero de 1518 renunció)
- Antonio IV Trivulzio † (8 de enero de 1518-1519 renunció)
- Cesare Trivulzio † (26 de septiembre de 1519-1548 falleció)
- Bernardino della Croce, B. † (24 de septiembre de 1548-1559 renunció)
- Gianantonio Volpi † (17 de abril de 1559-30 de agosto de 1588 falleció)
- Feliciano Ninguarda, O.P. † (17 de octubre de 1588-5 de enero de 1595 falleció)
- Filippo Archinti † (17 de julio de 1595-1621 renunció)
- Aurelio Archinti † (4 de junio de 1621-19 de septiembre de 1622 falleció)
- Desiderio Scaglia, O.P. † (14 de noviembre de 1622-1626 renunció)
- Lazzaro Carafino † (7 de enero de 1626-15 de junio de 1665 falleció)
- Ambrogio Torriani † (15 de diciembre de 1666-9 de octubre de 1679 falleció)
- Carlo Stefano Anastasio Ciceri † (13 de mayo de 1680-24 de junio de 1694 falleció)
- Stefano Menati (o Menatti) † (18 de septiembre de 1694-5 de agosto de 1695 falleció)
- Francesco Bonesana, C.R. † (14 de noviembre de 1695-21 de diciembre de 1709 falleció)
- Giuseppe Olgiati † (26 de enero de 1711-23 de septiembre de 1735 renunció)
- Alberico Simonetta † (26 de septiembre de 1735-11 de marzo de 1739 falleció)
- Paolo Cernuschi † (22 de junio de 1739-15 de abril de 1746 falleció)
- Agostino Maria Neuroni, O.F.M.Cap. † (14 de junio de 1746-22 de abril de 1760 falleció)
- Giovanni Battista Peregrini Albrici † (21 de julio de 1760-5 de agosto de 1764 falleció)
- Giambattista Muggiasca † (25 de noviembre de 1764-1789)
- Giuseppe Bertieri, O.E.S.A. † (14 de diciembre de 1789-26 de marzo de 1793 nombrado obispo de Pavía)
- Carlo Rovelli, O.P. † (17 de junio de 1793-1819 falleció)
- Giambattista Castelnuovo † (8 de enero de 1821-23 de diciembre de 1831 falleció)
- Carlo Romanò † (20 de enero de 1834-15 de noviembre de 1855 falleció)
  - Sede vacante (1855-1859)
- Giuseppe Marzorati † (25 de junio de 1858-25 de marzo de 1865 falleció)
- Pietro Carsana † (27 de octubre de 1871-31 de diciembre de 1887 falleció)
  - Sede vacante (1888-1891)
  - Luigi Nicora † (1 de junio de 1888-27 de noviembre de 1890 falleció) (obispo electo)
- Beato Andrea Carlo Ferrari † (1 de junio de 1891-21 de mayo de 1894 nombrado arzobispo de Milán)
- Teodoro Valfré di Bonzo † (18 de marzo de 1895-3 de marzo de 1905 nombrado arzobispo de Vercelli)
- Alfonso Archi † (8 de septiembre de 1905-16 de noviembre de 1925 renunció[nota 1])
- Adolfo Luigi Pagani † (30 de abril de 1926-1 de febrero de 1930 falleció)
- Alessandro Macchi † (30 de junio de 1930-1 de agosto de 1947 falleció)
- Felice Bonomini † (21 de noviembre de 1947-1 de noviembre de 1974 falleció)
- Teresio Ferraroni † (1 de noviembre de 1974 por sucesión-31 de enero de 1989 retirado)
- Alessandro Maggiolini † (31 de enero de 1989-2 de diciembre de 2006 retirado)
- Diego Coletti (2 de diciembre de 2006-4 de octubre de 2016 retirado)
- Oscar Cantoni, desde el 4 de octubre de 2016

### Trabajos de referencia
- Gams, Pius Bonifatius (1873). Series episcoporum Ecclesiae catholicae: quotquot innotuerunt a beato Petro apostolo. Ratisbon: Typis et Sumptibus Georgii Josephi Manz. pp. 786-789.
- Eubel, ed. (1913). Hierarchia catholica (en latín). Tomus 1 (second edición). Münster: Libreria Regensbergiana. p. 217.
- Eubel, ed. (1914). Hierarchia catholica (en latín). Tomus II (second edición). Münster: Libreria Regensbergiana. p. 140.
- Eubel, Conradus (ed.); Gulik, Guilelmus (1923). Hierarchia catholica (en latín). Tomus III (second edición). Münster: Libreria Regensbergiana. pp. 182-183.
- (en latín) Konrad Eubel, Hierarchia Catholica Medii Aevi, vol. 1, p. 217; vol. 2, pp. 140; vol. 3, pp. 182.
- Gauchat, Patritius (Patrice) (1935). Hierarchia catholica (en latín). IV (1592-1667). Münster: Libraria Regensbergiana. Consultado el 6 de julio de 2016. pp. 157-158.
- Ritzler, Remigius; Sefrin, Pirminus (1952). Hierarchia catholica medii et recentis aevi (en latín). V (1667-1730). Patavii: Messagero di S. Antonio. Consultado el 6 de julio de 2016. p. 166.
- Ritzler, Remigius; Sefrin, Pirminus (1958). Hierarchia catholica medii et recentis aevi (en latín). VI (1730-1799). Patavii: Messagero di S. Antonio. Consultado el 6 de julio de 2016. pp. 175-176.
- Ritzler, Remigius; Sefrin, Pirminus (1968). Hierarchia Catholica medii et recentioris aevi sive summorum pontificum, S. R. E. cardinalium, ecclesiarum antistitum series... A pontificatu Pii PP. VII (1800) usque ad pontificatum Gregorii PP. XVI (1846) (en latín) VII. Monasterii: Libr. Regensburgiana.
- Remigius Ritzler; Pirminus Sefrin (1978). Hierarchia catholica Medii et recentioris aevi... A Pontificatu PII PP. IX (1846) usque ad Pontificatum Leonis PP. XIII (1903) (en latín) VIII. Il Messaggero di S. Antonio.
- Pięta, Zenon (2002). Hierarchia catholica medii et recentioris aevi...  A pontificatu Pii PP. X (1903) usque ad pontificatum Benedictii PP. XV (1922) (en latín) IX. Padua: Messagero di San Antonio. ISBN 978-88-250-1000-8.
- Rimoldi, Antonio; Vaccaro, Luciano (1986).  Editrice La Scuola, ed. Diocesi di Como (en italiano). Brescia. ISBN 88-350-7761-3.

### Estudios
- Cantù, Cesare (1856). Storia della città e della diocesi di Como (en italiano) I. Firenze: Le Monnier.
- Cantù, Cesare (1856). Storia della città e della diocesi di Como (en italiano) II. Firenze: Felice Le Monnier.
- Cappelletti, Giuseppe (1856). Le chiese d'Italia della loro origine sino ai nostri giorni (en italiano) XI. Venecia: Giuseppe Antonelli. pp. 307-443.
- Caprioli, Adriano; Rimoldi, Antonio; Vaccaro, Luciano (1986). Diocesi di Como (en italiano). Brescia: La Scuola. ISBN 978-88-350-7761-9.
- Giusti, Guido Paolo (1980). Chiese e vescovi di Como (en italiano). Como.
- (en latín) Kehr, Paul Fridolin (1913). Italia pontificia: sive, Repertorium privilegiorum et litterarum un romanis pontificibus ante annum 1598 Italiae ecclesiis, monasteriis, civitatibus singulisque personis concessorum. Vol. VI. pars i. Berlín: Weidmann. pp. 398-418.
- (en italiano) Lanzoni, Francesco (1927). Le diocesi d'Italia dalle origini al principio del secolo VII (un. 604), vol. II, Faenza 1927.
- (en italiano) Orsini, Giustino Renato (1955). "La giurisdizione spirituale e temporale del vescovo di Como," Archivio storico Lombardo Serie ottava. 5 (1954-1955), pp. 3-63.
- Peri-Morosini, Alfredo (1892). La questione diocesana ticinese, ovvero Origine della Diocesi di Lugano (en italiano). Einsiedeln: Benziger & Company.
- Tatti, Primo Luigi (1683). Degli annali sacri della città di Como (en italiano). Decade seconda. Milán: Giovanni Battista Ferrario.
- (en alemán) Schwartz, Gerhard (1913). Dado Besetzung der Bistümer Reichsitaliens unter den Sächsischen und Salischen Kaisern Teil I y Teil II Un. Leipzig: Teubner.
- Tatti, Primo Luigi; Stampa, Giuseppe Maria (1734). Degli annali sacri della città di Como (en italiano) (Deca terza edición). Milán: Caprani.
- Turazza, G. (1930). La successione dei vescovi di Como dal 379 al 1930 (en italiano). Como: Arti Grafiche Emo Cavalleri.
- Ughelli, Ferdinando; Coleti, Niccolo (1720). Italia Sacra sive De Episcopis Italiae et insularum adjacentium: tomus quintus (en latín). Tomus quintus (V). Venecia: apud Sebastianum Coleti. pp. 255-322.
- (en italiano) Siro Borrani, Il Ticino Sacro. Memorie religiose della Svizzera Italiana raccolte dal sacerdote Siro Borrani prevosto di Losone, Lugano, Tip. e Libreria Cattolica di Giovanni Grassi, 1896.
- (en italiano) Rodolfo Maiocchi, Storia dei vescovi di Como, Milán, Società editrice Vita e pensiero, 1929.
- Xeres, Saverio (1991).  Il Settimanale della Diocesi di Como, ed. Passato futuro della Chiesa di Como (en italiano). Como.
- Giuseppe Chiesi; Luciano Vaccaro (2003).  Editrice La Scuola, ed. Terre del Ticino. Diocesi di Lugano (en italiano). Brescia.
- Angela Dell'Oca.  Fondazione Gruppo Credito Valtellinese, ed. Santa Maria della Sassella - guida alla mostra itinerante (en italiano). Verona.